# Pálos István
Pálos István (Stephan Pálos) (Miskolc, 1922. május 26. – München, 2015. május 15.) a hagyományos kínai orvoslás magyar orvosa, sinológus és tibetológus.

## Életpályája
Eleinte Magyarországon tevékenykedett, ahol a Kőrösi Csoma Sándor Buddhológiai Intézet keretében dolgozott. Hetényi Ernő a Sasanadhara beavatási névvel vette fel a Láma Anagarika Govinda által alapított Arya Maitreya Mandala rendbe. Az 1960-as években Németországba költözött; Münchenben és másutt is praktizált, és sok időt töltött kutatással Kínában és más ázsiai országokban. Tudományosan különösen a légzésterápiával és a farmakológiával foglalkozott. Az 1970-es években buddhista szerzetesként élt a tibeti rendi Tenzin Chöphel névvel a svájci Rikon kolostori Tibet Intézetben, ahol a tibeti filozófus, Tsongkhapa szövegeinek fordításán dolgozott.

## Művei
- Hegyi beszéd (versek, Hamburg, 1946)
- A hagyományos kínai orvoslás (Budapest, 1963)
- Lebensrad und Bettlerschale: Buddha und seine Lehre (Südwest, 1968)
- Kalalunga énekei: 1950-1970 (versek, München, 1973)
- Die Muskel-Meridiane (Haug, 1975) ISBN 978-3-7760-0351-2
- Consilium Cedip Acupuncturae: Fallbeispiele aus der traditionellen chinesischen Medizin. PMSI-Cedip-Verlag-Ges. (1995) ISBN 978-3-9804075-1-9

## Fordítás
- Ez a szócikk részben vagy egészben  a   Stephan Pálos című német Wikipédia-szócikk ezen változatának fordításán alapul.  Az eredeti cikk szerkesztőit annak laptörténete sorolja fel. Ez a jelzés csupán a megfogalmazás eredetét és a szerzői jogokat jelzi, nem szolgál a cikkben szereplő információk forrásmegjelöléseként.